# Football Club de Chambly Oise
Il Football Club de Chambly Oise, meglio nota come Chambly, è una società calcistica francese con sede nella città di Chambly. Milita nel Championnat National, la terza divisione del campionato francese.

## Storia
Il club è stato fondato nel 1989 e milita nel Championnat National, la terza divisione del calcio francese.
In precedenza avevano ottenuto la promozione dalla Division d'Honneur nella stagione 2009-2010 e dallo stesso Championnat National nel 2014.
Il 1º febbraio 2017, l'FC Chambly ha realizzato uno storico risultato contro il Monaco per 3-3 in una gara di Coupe de la Ligue, per poi perdere 4-5 ai calci di rigore . Il 1º marzo 2018, il Chambly ha sconfitto lo Strasburgo per 1-0 raggiungendo la semifinale della Coupe de France per la prima volta in assoluto. Nonostante questo storico traguardo, il club viene colpito da una tragedia: il fondatore del club, Walter Luzi, è morto in ospedale proprio lo stesso giorno. Il 17 aprile 2018, il club affronta il Les Herbiers, squadra di bassa classifica del Championnat National, nella semifinale di Coupe de France che viene persa dal Chambly per 2-0.
Nella stagione 2019–2020 ha partecipato per la prima volta nella sua storia alla Ligue 2, seconda divisione francese.
Al termine della stagione 2020-2021 il club retrocede nuovamente in terza divisione.

## Colori e simboli

### Colori
I colori, lo stemma e le righe verticali della maglia sono un riferimento alla squadra italiana dell'Inter.

### Simboli ufficiali

#### Stemma
Lo stemma storico del Chambly era un cerchio blu con una doppio bordo nero e poi giallo. Nella parte superiore si trovava la scritta Chambly in giallo. In basso si trovava invece l'anno di fondazione, il 1989. Sui lati erano presenti le lettere F e C che significavano Football Club e al centro era presente un monogramma con le stesse lettere, ma che significava Chambly Football.
Fulvio e Walter Luzi, fondatori del club, e di origine italiana, erano tifosi dell'Inter, infatti il primo logo adottato dalla squadra si ispirava a quello utilizzato dalla compagine milanese dal 1998 al 2007. Nel giugno del 2016, il club con il cambio di stemma ha affermato di voler prendere le distanze dall'Inter e di affermare un'identità propria. Il nuovo logo riprende le strisce nere e blu delle maglie, sulle quali è scritto in oro l'anno di fondazione. Il nome Oise è presente nella parte inferiore, mentre la scritta FC Chambly in quella superiore.

## Allenatori e presidenti
| Allenatori - 1989-2001 Fulvio Luzi - 2001- Bruno Luzi | Presidenti - 1989-2001 Walter Luzi - 2001- Fulvio Luzi |

## Palmarès

### Competizioni interregionali
- Championnat de France amateur: 1

2013-2014 (girone A)
- Championnat de France amateur 2: 1

2011-2012 (girone A)

### Competizioni regionali
- Division d'Honneur: 1

2009-2010
- Division 1: 1

2001-2002
- Division 2: 1

1994-1995
- Division 3: 1

1993-1994
- Division 4: 1

1990-1991
- Division 5: 1

1989-1990

## Statistiche e record

### Partecipazione ai campionati
| Livello | Categoria                       | Partecipazioni | Debutto   | Ultima stagione | Totale |
| ------- | ------------------------------- | -------------- | --------- | --------------- | ------ |
| 2º      | Ligue 2                         | 2              | 2019-2020 | 2020-2021       | 2      |
| 3º      | Championnat National            | 5              | 2014-2015 | 2018-2019       | 5      |
| 4º      | Championnat de France amateur   | 2              | 2012-2013 | 2013-2014       | 2      |
| 5º      | Championnat de France amateur 2 | 2              | 2010-2011 | 2011-2012       | 2      |

### Partecipazione alle coppe
| Competizione      | Partecipazioni | Debutto   | Ultima stagione | Totale |
| ----------------- | -------------- | --------- | --------------- | ------ |
| Coppa di Francia  | 13             | 2009-2010 | 2020-2021       | 12     |
| Coupe de la Ligue | 1              | 2019-2020 | 2019-2020       | 1      |

### Statistiche individuali
Bruno Luzi detiene il record di marcature, avendo totalizzato 260 centri tra il 1989 e il 2001.

## Organico

### Rosa 2020-2021
Aggiornata al 3 gennaio 2021.
| N. |                            | Ruolo | Calciatore                 |
| -- | -------------------------- | ----- | -------------------------- |
| 1  | Francia (bandiera)         | P     | Xavier Pinoteau            |
| 2  | Francia (bandiera)         | A     | Bastian Badu               |
| 3  | Francia (bandiera)         | D     | Aniss El Hriti             |
| 4  | Francia (bandiera)         | D     | Lucas Camelo               |
| 5  | Francia (bandiera)         | D     | Thibault Jaques (capitano) |
| 6  | Francia (bandiera)         | C     | Joachim Eickmayer          |
| 7  | Francia (bandiera)         | A     | Lassana Doucouré           |
| 8  | Francia (bandiera)         | C     | Sébastien Flochon          |
| 9  | Francia (bandiera)         | A     | Mehdy Guezoui              |
| 10 | Francia (bandiera)         | C     | Guillaume Heinry           |
| 11 | Guyana francese (bandiera) | D     | Anthony Soubervie          |
| 12 | Francia (bandiera)         | C     | Mickaël Latour             |
| 14 | Francia (bandiera)         | D     | Bradley Danger             |
| 15 | Francia (bandiera)         | C     | Grégory Berthier           |
| 16 | Francia (bandiera)         | P     | Killian Le Roy             |

| N. |                               | Ruolo | Calciatore         |
| -- | ----------------------------- | ----- | ------------------ |
| 17 | Francia (bandiera)            | C     | Cyril Zabou        |
| 18 | Francia (bandiera)            | D     | Shaquil Delos      |
| 19 | Francia (bandiera)            | D     | Lorenzo Callegari  |
| 20 | Francia (bandiera)            | A     | Boubacari Doucouré |
| 21 | Serbia (bandiera)             | C     | Nikola Petković    |
| 22 | Benin (bandiera)              | C     | Melvyn Doremus     |
| 23 | Francia (bandiera)            | D     | Guillaume Dequaire |
| 24 | Francia (bandiera)            | C     | John Popelard      |
| 25 | Camerun (bandiera)            | D     | Oumar Gonzalez     |
| 26 | Macedonia del Nord (bandiera) | A     | Vlatko Stojanovski |
| 27 | Francia (bandiera)            | A     | Joris Correa       |
| 28 | Francia (bandiera)            | C     | Jonathan Beaulieu  |
| 29 | Francia (bandiera)            | D     | Maxence Derrien    |
| 30 | Francia (bandiera)            | P     | Simon Pontdemé     |
| 31 | Guadalupa (bandiera)          | A     | Jorris_Romil       |

### Rosa 2019-2020
Aggiornata al 13 novembre 2019.
| N. |                            | Ruolo | Calciatore                 |
| -- | -------------------------- | ----- | -------------------------- |
| 1  | Francia (bandiera)         | P     | Xavier Pinoteau            |
| 2  | Francia (bandiera)         | C     | Malcom Edjouma             |
| 3  | Francia (bandiera)         | D     | Aniss El Hriti             |
| 4  | Francia (bandiera)         | C     | Sébastien Flochon          |
| 5  | Francia (bandiera)         | D     | Thibault Jaques (capitano) |
| 6  | Francia (bandiera)         | C     | Joachim Eickmayer          |
| 7  | Francia (bandiera)         | A     | Lassana Doucouré           |
| 8  | Francia (bandiera)         | C     | Romain Padovani            |
| 9  | Francia (bandiera)         | A     | Mehdy Guezoui              |
| 10 | Francia (bandiera)         | C     | Guillaume Heinry           |
| 11 | Guyana francese (bandiera) | D     | Anthony Soubervie          |
| 12 | Francia (bandiera)         | C     | Mickaël Latour             |
| 13 | Guadalupa (bandiera)       | A     | Florian David              |
| 14 | Francia (bandiera)         | A     | Marvin Geran               |
| 15 | Francia (bandiera)         | C     | Marvin Martin              |

| N. |                           | Ruolo | Calciatore         |
| -- | ------------------------- | ----- | ------------------ |
| 16 | Francia (bandiera)        | P     | Killian Le Roy     |
| 18 | Francia (bandiera)        | D     | Shaquil Delos      |
| 19 | Francia (bandiera)        | D     | Florian Pinteaux   |
| 20 | Francia (bandiera)        | A     | Benjamin Santelli  |
| 21 | Francia (bandiera)        | D     | Judicaël Crillon   |
| 22 | Costa d'Avorio (bandiera) | A     | Gadji Tallo        |
| 23 | Francia (bandiera)        | D     | Guillaume Dequaire |
| 24 | Francia (bandiera)        | C     | John Popelard      |
| 25 | Camerun (bandiera)        | D     | Oumar Gonzalez     |
| 26 | Francia (bandiera)        | C     | Laurent Héloïse    |
| 27 | Francia (bandiera)        | D     | Diaranké Fofana    |
| 28 | Francia (bandiera)        | C     | Jonathan Beaulieu  |
| 29 | Francia (bandiera)        | D     | Maxence Derrien    |
| 30 | Francia (bandiera)        | P     | Simon Pontdemé     |
| 31 | Guadalupa (bandiera)      | A     | Yannick Mamilonne  |

### Rosa 2018-2019
Aggiornata al 9 febbraio 2019.
| N. |                            | Ruolo | Calciatore        |
| -- | -------------------------- | ----- | ----------------- |
| 1  | Francia (bandiera)         | P     | Xavier Pinoteau   |
| 4  | Francia (bandiera)         | C     | Sébastien Flochon |
| 5  | Francia (bandiera)         | D     | Thibault Jaques   |
| 6  | Francia (bandiera)         | C     | Eduardo Rodrigo   |
| 7  | Francia (bandiera)         | A     | Lassana Doucouré  |
| 8  | Francia (bandiera)         | C     | Romain Padovani   |
| 9  | Francia (bandiera)         | A     | Ottman Dadoune    |
| 10 | Francia (bandiera)         | C     | Guillaume Heinry  |
| 11 | Guyana francese (bandiera) | D     | Anthony Soubervie |
| 12 | Francia (bandiera)         | D     | Gaharo Doucouré   |
| 13 | Francia (bandiera)         | D     | Florian Pinteaux  |
| 14 | Francia (bandiera)         | A     | Marvin Geran      |
| 15 | Francia (bandiera)         | C     | Joachim Eickmayer |
| 16 | Francia (bandiera)         | P     | Samuel Atrous     |

| N. |                    | Ruolo | Calciatore         |
| -- | ------------------ | ----- | ------------------ |
| 19 | Senegal (bandiera) | D     | Mafall Seck        |
| 21 | Francia (bandiera) | D     | Judicaël Crillon   |
| 22 | Haiti (bandiera)   | C     | Max Hilaire        |
| 23 | Francia (bandiera) | D     | Guillaume Dequaire |
| 24 | Francia (bandiera) | C     | John Popelard      |
| 25 | Francia (bandiera) | A     | Joris Correa       |
| 26 | Francia (bandiera) | C     | Laurent Héloïse    |
| 27 | Francia (bandiera) | D     | Diaranké Fofana    |
| 28 | Francia (bandiera) | C     | Jonathan Beaulieu  |
| 29 | Francia (bandiera) | A     | Mehdy Guezoui      |
| 30 | Francia (bandiera) | P     | Simon Pontdemé     |
| 31 | Francia (bandiera) | D     | Romain Fleurier    |
| 40 | Francia (bandiera) | P     | Geraldo Bina       |